# Косинский, Михаил Фёдорович
Михаи́л Фёдорович Коси́нский  (1904, Кронштадт, Санкт-Петербургская губерния — 1975, Ленинград) — советский искусствовед, специалист по оружию и доспехам. Заведующий отделом «Арсенал» в Эрмитаже в 1936—1938 годах.

## Биография
Его отец был бароном, морским офицером, погибшим в Цусимском сражении, а крёстными были греческая королева Ольга Константиновна и великий герцог.
В 1923 году участвовал в полярной экспедиции по освоению Северного морского пути. С 1924 по 1928/9 год учился в Институте истории искусств Зубова, а днём работал, главным образом, в порту. С 1926 по 1928 год работал в Артиллерийском музее,
В 1929 году окончил Высшие курсы искусствоведения.
В 1934 стал заведующим Знамённым отделом в Военном историко-бытовом музее РККА.
Арестованный 13 марта 1935 года, вероятно из-за своего благородного происхождения, был приговорён 23 марта к ссылке на пять лет в Казахстан, но этот приговор был аннулирован 2 апреля 1936 года, что позволило Косинскому вернуться снова к своей работе в музее.
Стал заведующим «Арсеналом» в августе 1936 году, сразу же после ареста своих предшественников, Автомонова, Линдроса и другого сотрудника «Арсенала», но на следующий год сам был арестован и приговорён Особым совещанием при НКВД СССР к 5 годам заключения.
После освобождения в 1943 году участвовал в Великой Отечественной войне, был награждён медалью «За боевые заслуги».
После войны возобновил работу в Отделе оружия в Эрмитаже, в 1949 году защитил кандидатскую диссертацию по искусствоведению.
В июне 1950 года был уволен из Эрмитажа, в январе 1951 года был вновь арестован и
28 апреля 1951 года был снова приговорён к ссылке на пять лет в Казахстан «как социально опасный элемент».
Был освобождён из ссылки по амнистии в 1953 году, но в восстановлении на работе в Эрмитаже ему отказали, он работал в инвалидной артели в Ленинграде.
В 1956 году был реабилитирован, с 1956 до 1966 года был главным хранителем в музее Академии художеств, после выхода на пенсию написал воспоминания.